# Friedrich Heinrich Jacobi
 (mars 2023).
La mise en forme du texte ne suit pas les recommandations de Wikipédia : il faut le « wikifier ».
Les points d'amélioration suivants sont les cas les plus fréquents. Le détail des points à revoir est peut-être précisé sur la page de discussion.
- Les titres sont pré-formatés par le logiciel. Ils ne sont ni en capitales, ni en gras.
- Le texte ne doit pas être écrit en capitales (les noms de famille non plus), ni en gras, ni en italique, ni en « petit »…
- Le gras n'est utilisé que pour surligner le titre de l'article dans l'introduction, une seule fois.
- L'italique est rarement utilisé : mots en langue étrangère, titres d'œuvres, noms de bateaux, etc.
- Les citations ne sont pas en italique mais en corps de texte normal. Elles sont entourées par des guillemets français : « et ».
- Les listes à puces sont à éviter, des paragraphes rédigés étant largement préférés. Les tableaux sont à réserver à la présentation de données structurées (résultats, etc.).
- Les appels de note de bas de page (petits chiffres en exposant, introduits par l'outil «  Source ») sont à placer entre la fin de phrase et le point final[comme ça].
- Les liens internes (vers d'autres articles de Wikipédia) sont à choisir avec parcimonie. Créez des liens vers des articles approfondissant le sujet. Les termes génériques sans rapport avec le sujet sont à éviter, ainsi que les répétitions de liens vers un même terme.
- Les liens externes sont à placer uniquement dans une section « Liens externes », à la fin de l'article. Ces liens sont à choisir avec parcimonie suivant les règles définies. Si un lien sert de source à l'article, son insertion dans le texte est à faire par les notes de bas de page.
- La présentation des références doit suivre les conventions bibliographiques. Il est recommandé d'utiliser les modèles {{Ouvrage}}, {{Chapitre}}, {{Article}}, {{Lien web}} et/ou {{Bibliographie}}. Le mode d'édition visuel peut mettre en forme automatiquement les références.
- Insérer une infobox (cadre d'informations à droite) n'est pas obligatoire pour parachever la mise en page.

Pour une aide détaillée, merci de consulter Aide:Wikification.
Si vous pensez que ces points ont été résolus, vous pouvez retirer ce bandeau et améliorer la mise en forme d'un autre article.
Pour les articles homonymes, voir Jacobi.
 (août 2022).
Friedrich Heinrich Jacobi, né à Dusseldorf le 25 janvier 1743 et mort à Munich le 10 mars 1819, est un philosophe et écrivain allemand. Avec ses Lettres à Moses Mendelssohn sur la doctrine de Spinoza (1785), il est à l'origine du « grand débat » qui commence autour de la philosophie de Spinoza en Allemagne à la veille de l'idéalisme allemand (Fichte, Schelling, Hegel).

## Biographie
Jacobi naît à Düsseldorf le 25 janvier 1743, issu d'une famille riche. Son père l'envoya comme apprenti dans une maison de commerce, à Genève. Là, le physicien Georges-Louis Le Sage lui fit connaître la philosophie. Il retrouve ses aspirations intimes en lisant l' Émile de Jean-Jacques Rousseau, plus précisément La Profession de foi du vicaire savoyard.
De retour en Allemagne, en 1762, il se mit à la lecture de Kant et de Spinoza. Son attention fut attirée, en 1763, par les réponses apportées par Kant et Moses Mendelssohn à une question proposée par l'Académie de Berlin : "Sur l'évidence dans les sciences métaphysiques" (Mendelssohn fut couronné devant Kant !). En 1764, il assuma la gestion du commerce de son père et épousa Betty de Clermont. Il fut franc-maçon à partir de 1765 et trésorier de la Loge « La Parfaite Amitié ». En 1772, il laissa le commerce pour une charge de conseiller des finances. Il fit, grâce à son frère aîné, Johann Georg Jacobi, la connaissance de Christoph Martin Wieland (1733-1813), fondateur du "Mercure allemand". Goethe qualifia cette revue de "vrai fil conducteur à travers une longue période de la littérature allemande" (de 1773 à 1810). En 1774, Goethe lui rendit visite : "Nous nourrissions le vif espoir d'une activité commune et je le priai de décrire, sous une forme quelconque, tout ce qui s'agitait en lui." Jacobi écrivit ses deux romans philosophiques Lettres d'Allwill (1775) et Woldemar (1777) ; pour lui "l'agir humain se fonde sur des expériences et non sur des concepts, les systèmes de morale sont inefficaces, l'unique moyen d'influer moralement sur l'individu est de lui montrer l'humanité telle qu'elle est" (Valerio Verra)[précision nécessaire]. De janvier à juin 1779, sous l'électorat de Charles Théodore de Bavière, Jacobi fut appelé à Munich comme conseiller secret et rapporteur ministériel pour les douanes et le commerce : ses idées "libérales" lui firent cesser cette activité. Dès 1787, il défendait la foi (Glauben) (David Hume et la croyance) et attaquait Kant (Sur l'idéalisme transcendantal, appendice au David Hume).

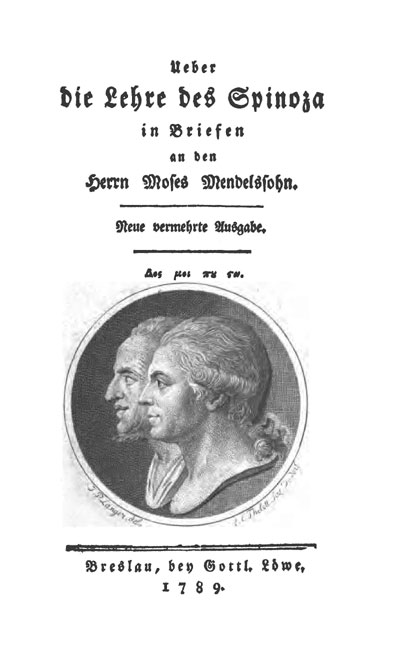
Ueber die Lehre des Spinoza in Briefen an den Herrn Moses Mendelssohn (Lettres à Moses Mendelssohn sur la doctrine de Spinoza), nouvelle édition augmentée, 1789.

Après un entretien, en 1780, avec Lessing, qui avouait être un disciple de Spinoza, Jacobi étudia en profondeur Spinoza. Le résultat de cette réflexion fut que la philosophie, lorsqu’elle entreprend de connaître ou de prouver l’infini au moyen d’un entendement fini, aboutit nécessairement à réduire le divin à quelque chose de fini. C’est pourquoi il faut renoncer au projet rationaliste de prouver l’existence de Dieu ; la volonté philosophique de rester attaché au rationalisme ne saurait au contraire conduire qu’au mécanisme, au fatalisme et à l’athéisme. Ce sont ces réflexions que Jacobi a développées, en particulier dans ses Lettres à Moses Mendelssohn sur la doctrine de Spinoza (1785, puis 1789), ce qui eut pour effet de provoquer un regain d’intérêt pour la philosophie de Spinoza dans les années qui suivirent et d'engendrer la querelle du panthéisme : Mendelssohn, qui voulait écrire sur Lessing, mort en 1781, fut stupéfait en apprenant que ce dernier se disait spinoziste. Pour Jacobi, le spinozisme n'est que l'aboutissement de la philosophie démonstrative. Il n'y a que le choix entre l'athéisme (le panthéisme est un athéisme) et le "saut périlleux" de la foi. Jacobi était alors anéanti par la mort de sa femme et d'un de leurs enfants. Il se montra critique à l’égard de la Révolution française, dans laquelle il voyait la contrepartie politique du nihilisme qu’il associait au rationalisme. En 1794, il quitta Düsseldorf, alors que les troupes françaises approchaient, pour s'installer principalement à Eutin. Une débâcle financière, dix ans plus tard, lui fit perdre les deux tiers de ses revenus. En 1801, dans Foi et Savoir, Hegel critiqua sévèrement Jacobi.
Il devint en 1804, sous l'électorat de Maximilien IV Joseph (futur Maximilien Ier de Bavière), conseiller de Bavière et, en 1805, président de l’Académie des Sciences de Munich, où il finit par entretenir des relations houleuses avec Friedrich Schelling à la suite de son livre Des choses divines et de leur révélation (1811). En 1815 (Préface pouvant servir d'introduction à l'ensemble des écrits philosophiques de l'auteur), il fit une mise au point : on a confondu, depuis Aristote, la raison (Vernunft) avec l'entendement (Verstand) ; j'ai eu tort d'appeler « raison » « la simple faculté des concepts, jugements et raisonnements » ; la Critique de la raison pure de Kant rétablit la distinction, même si elle méconnaît que la raison est une faculté de « percevoir le supra-sensible » immédiatement, qu'« elle assume une authentique fonction de révélation » du vrai, du beau, du bien.
Jacobi meurt à Munich le 10 mars 1819.
Franc-maçon, il était aussi membre des Illuminés de Bavière sous le nom de "Sully".

## Philosophie

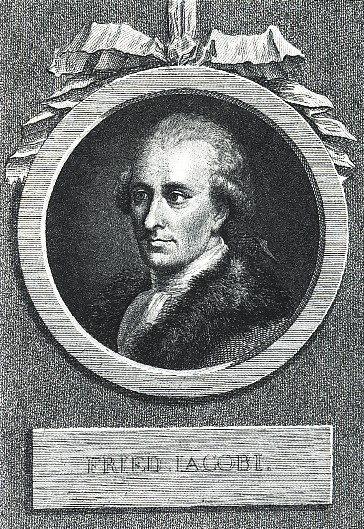
portait de Friedrich Heinrich Jacobi par Christian Gottlieb Geyser.

Jacobi a publié un grand nombre d’ouvrages de philosophie et de littérature. Comme philosophe, il fut un adversaire de Kant, et proposa une doctrine mystique qui fondait toute connaissance philosophique a priori sur les perceptions de la raison, organe suprasensible par lequel l’âme peut atteindre immédiatement les vérités les plus importantes, Dieu, la Providence, l’immortalité de l’âme. Il se fit le défenseur d’une philosophie du sentiment et se présenta comme un critique sévère à l’égard de toute forme de rationalisme. Ses écrits ne présentent pas de forme systématique, mais consistent plutôt en recueils de lettres ou de conversation.
Il est d'abord influencé par Spinoza et son Traité théologico-politique et selon Pierre-Jean Brunel : "En voulant comprendre Spinoza comme il se comprenait lui-même, Jacobi entend détruire le subtil compromis que l’Aufklärung a établi entre la philosophie et la religion. La croyance des Lumières repose sur la capacité de la raison à se fonder elle-même, à se passer de toute révélation."[précision nécessaire] En fait, écrit Valerio Verra, « tout en admirant la rigoureuse cohérence de Spinoza, il y voit la raison de repousser non seulement cette philosophie, mais toute philosophie qui prétendrait à une universelle démonstration en se fondant sur le principe d'identité, c'est-à-dire sur les antiques axiomes idem est idem (ce qui en est identique à soi-même) et ex nihilo nihil fit (rien ne naît du néant). »
Ses disputes avec Goethe, Johann Gottlieb Fichte ou Friedrich Schelling sont restées célèbres, ainsi que la Querelle du panthéisme par laquelle il s'opposa à G. E. Lessing, à Moses Mendelssohn et à Kant, qui répondit à ces questions dans la Critique de la faculté de juger.
Il existe pourtant selon Jacobi un type de certitude qui n’a pas besoin de preuve rationnelle : il s’agit de la croyance ou de la foi. Celle-ci est donc l’instance la plus haute dont procède tout savoir — qu’il soit sensible ou suprasensible. Cette instance est désignée par le terme de Vernunft (« raison ») comprise comme faculté intuitive, et ce par opposition au Verstand (« entendement ») compris comme faculté discursive de connaître. Jacobi ne se considérait ainsi nullement comme un irrationaliste, mais il tenait au contraire son concept de certitude de la croyance pour quelque chose de strictement rationnel.
« Toute connaissance humaine procède de la révélation et de la foi, parce que tout procédé de démonstration porte au fatalisme et l’on ne peut démontrer que des ressemblances ; par la foi nous connaissons le fini et l’infini, l’existence de notre corps. » (Lettres à Moses Mendelssohn sur la doctrine de Spinoza)

## Pensée économique
Jacobi apporta enfin des contributions importantes dans le domaine de la pensée économique où il s’inspire notamment de l’œuvre d’Adam Smith. Il est considéré comme le premier penseur libéral allemand. Il était reçu au salon littéraire de la comtesse von Reventlow au château d'Emkendorf.

## Œuvre

### Édition
- Werke, 6 vol., Leipzig, 1812-1825.
- Aus F. H. Jacobis Nachlass : ungedruckte Briefe von und an Jacobi, édi. R. Zöppritz, Leipzig, 1869, 2 t. (correspondance avec Goethe, Herder, Hamann, Wieland)

### Essais philosophiques
- Œuvres philosophiques, trad. J.-J. Anstett, Aubier-Montaigne, 1946
  - Lettres à Moses Mendelssohn sur la doctrine de Spinoza (1785)
  - Lettre à Fichte (1799)
  - Des choses divines et de leur révélation (1811)
- David Hume ou la croyance - ou réalisme et idéalisme, Liberté, Providence et raison (1787), trad. in L. Guillermit, Le réalisme de Jacobi, Gardanne, 1982.
- Sur l'idéalisme transcendantal (appendice au David Hume)
- Lettre à Fichte (1799) : Lettres sur le nihilisme, GF-Flammarion, 2009.
- Du caractère inséparable du concept de liberté et de prévoyance avec celui de la raison (appendice à la Lettre à Fichte)
- Sur la tentative du criticisme de ramener la raison à l'entendement (1801-1802)
- Les Sociétés scientifiques, leur esprit et leur but (1807). Discours inaugural de l'Académie des sciences de Munich.
- Préface pouvant servir d'introduction à l'ensemble des écrits philosophiques de l'auteur (1815), trad. in L. Guillermit, Le réalisme de Jacobi, Gardanne, 1982, p. 213-218.

### Romans philosophiques
- Lettres d'Allwill (1775)
- Woldemar (1777), trad. C. Vanderbourg, 1796, 2 t.